# Duetto
Duetto ist ein Komplex (Business Center) aus zwei identischen Bürogebäuden mit 10 Stockwerken im Stadtteil Viršuliškės der litauischen Hauptstadt Vilnius. Das erste Gebäude wird als „Duetto I“ (A) und das zweite als „Duetto II“ (B) bezeichnet. Die Fläche eines Stockwerks beträgt ~1668,00 m². Beide Gebäude verfügen über vier Tiefgaragenebenen und einen Überbau für technische Einrichtungen.  Daneben gibt es ein anderes Bürogebäude „Grand Office“ und das Wohnhaus „Solo City“ auf dem sog. urbanistischen Hügel von Vilnius.
Es gibt insgesamt 1.600 Arbeitsplätze für Büromitarbeiter und 500 Plätze für Autos in Tiefgaragen und Parkplätzen neben den Gebäuden.

## Geschichte
Bis 2007 beherbergte das Stadtviertel  das Unternehmen Vilspa (Viršuliškių skg. 80),  eine der größten Druckereien des Baltikums. Die Baugenehmigung wurde am 14. Oktober 2015 erteilt und 2016 das erste Gebäude gebaut, das zweite von 2017 bis September 2018. Fassadenplatten wurden in den geschlossenen Ebenen und Glas in den offenen verwendet.
Der Komplex wurde 2017 und 2019 vom Immobilien-Investmentfonds „Baltic Horizon Fund“ gekauft.
Die größten Mieter von „Duetto II“ wurden die Verwaltung der litauischen Einzelhandelskette „Rimi Lietuva“, UAB Coca-Cola HBC Lietuva, das „Sweco“-Unternehmen für Ingenieurlösungen und der kommunale Energieversorger UAB Vilniaus šilumos tinklai. Bei „Duetto I“ sind die Forderungsmanagement-Firma „Lindorff“, „Pernod Ricard Lietuva“ und das kommunale Wasserversorgungsunternehmen „Vilniaus vandenys“ tätig. Neben diesen Unternehmen haben das Getränkehandelsunternehmen, das Logistikdienstleistungsunternehmen „Blunitrans“ und das Unternehmen für Spanndecken- und Wandlösungen „Dilesta“ ihre Büros eingerichtet. Hier sind auch das Gaststättengewerbe „Refertė“ und der Kindergarten „Vaiko šypsena“ tätig.